# Distichium
Distichium Bruch & Schimp., 1846 è un genere di muschi, unico genere della famiglia Distichiaceae Schimp..

## Distribuzione e habitat
Il genere ha una distribuzione cosmopolita, essendo presente in tutti i continenti compresa l'Antartide.

## Tassonomia
Il genere comprende le seguenti specie:
- Distichium asperrimum Müll. Hal.
- Distichium brachyphyllum Müll. Hal.
- Distichium brachystegium Müll. Hal.
- Distichium brevisetum C. Gao
- Distichium bryoxiphioidium C. Gao
- Distichium capillaceum (Hedw.) Bruch & Schimp.
- Distichium crispatum Müll. Hal.
- Distichium hagenii Ryan ex H. Philib.
- Distichium inclinatum (Hedw.) Bruch & Schimp.
- Distichium remotifolium Müll. Hal.
- Distichium vernicosum Müll. Hal.